# Football League Centenary Trophy
El Football League Centenary Trophy (Trofeu del Centenari de la Lliga de Futbol) (també conegut com a Mercantil Credit Centenary Trophy (Trofeu del Centenari del Crèdit Mercantil) per motius de patrocini) va ser un torneig de futbol anglès celebrat durant la temporada 1988–89 per celebrar el 100è aniversari de la Lliga de Futbol. La competició es va jugar per eliminació directa entre els vuit millors equips de la Primera Divisió de la Lliga de Futbol la temporada anterior, i la final entre l'Arsenal i el Manchester United va tenir lloc al lloc de naixement de la Lliga de futbol, el camp de l'Aston Villa, Villa Park, el 9 d'octubre de 1988.
Els gols de Paul Davis i Michael Thomas van donar a l'Arsenal la victòria –, amb Clayton Blackmore com a golejador del United.  Tot i que la majoria dels clubs líders del país hi van participar, l'assistència de públic del Trofeu Centenari va ser en general decebedora i només el partit de semifinals entre l'Arsenal i el Liverpool va atreure més de 25.000 espectadors.

## Fons
La Lliga de Futbol va celebrar el seu centenari durant les temporades 1987–88 i 1988–89 amb una sèrie d'esdeveniments; un partit d'exhibició entre un XI de la Lliga de Futbol i un XI Mundial l'agost de 1987, seguit d'un Torneig Amistós del Centenari vuit mesos després. L'última peça central va ser el Trofeu del Centenari de la Lliga de Futbol, un torneig puntual que va començar a l'inici de la temporada 1988–89. Els clubs que es van classificar per al torneig van ser els vuit millors de la temporada anterior, de la següent manera:
| Pos | Equip               | J  | G  | E  | P  | GF | GC | DG  | Pts |
| --- | ------------------- | -- | -- | -- | -- | -- | -- | --- | --- |
| 1   | Liverpool           | 40 | 26 | 12 | 2  | 87 | 24 | +63 | 90  |
| 2   | Manchester United   | 40 | 23 | 12 | 5  | 71 | 38 | +33 | 81  |
| 3   | Nottingham Forest   | 40 | 20 | 13 | 7  | 67 | 39 | +28 | 73  |
| 4   | Everton             | 40 | 19 | 13 | 8  | 53 | 27 | +26 | 70  |
| 5   | Queens Park Rangers | 40 | 19 | 10 | 11 | 48 | 38 | +10 | 67  |
| 6   | Arsenal             | 40 | 18 | 12 | 10 | 58 | 39 | +19 | 66  |
| 7   | Wimbledon           | 40 | 14 | 15 | 11 | 58 | 47 | +11 | 57  |
| 8   | Newcastle United    | 40 | 14 | 14 | 12 | 55 | 53 | +2  | 56  |

## Partits

### Quarts de final
Els quarts de final es van jugar durant tres dies l'agost de 1988. El Liverpool va registrar la victòria més gran de la ronda, derrotant el Nottingham Forest per 4–1 a un Anfield a mitja capacitat. L'equip local va descansar el davanter John Aldridge i va començar Ian Rush, de qui el jugador-entrenador Kenny Dalglish va dir "... necessitava alguns partits. També potser que fem que es posi tan en forma com puguem, tan ràpid com puguem". Tots els quatre gols del Liverpool van arribar a la segona part; Barry Venison els va posar en camí cap a la victòria amb un xut ben encertat al minut 50. Mentrestant, el Manchester United es va assegurar un lloc a les semifinals amb una victòria per 1-0 contra l'Everton. Gordon Strachan va marcar l'únic gol del partit a la segona part, rematant de cap al pal més llunyà. Va ser el seu primer gol per al club, per a la delicia i diversió de l'entrenador Alex Ferguson: "Estàs esperant el teu primer gol de la temporada, tens gent com [Brian] McClair i [Mark] Hughes i ve del cap de Gordon Strachan!" El Newcastle United necessitava temps addicional per superar el seu rival Wimbledon; l'empat el va resoldre el gol de Michael O'Neill al minut 109. L'Arsenal va completar l'alineació de semifinals amb una victòria per 2-0 al Queens Park Rangers.
| Liverpool                                                  | 4–1    | Nottingham Forest |
| ---------------------------------------------------------- | ------ | ----------------- |
| Venison 50' · Mølby 70' (pen.) · Houghton 75' · Barnes 84' | [ 11 ] | Webb 90'          |

| Manchester United | 1–0   | Everton |
| ----------------- | ----- | ------- |
| Strachan 66'      | [ 7 ] |         |

| Newcastle United | 1–0 (Pròrroga) | Wimbledon |
| ---------------- | -------------- | --------- |
| O'Neill 109'     | [ 8 ]          |           |

| Queens Park Rangers | 0–2   | Arsenal                |
| ------------------- | ----- | ---------------------- |
|                     | [ 9 ] | Adams 3' · Marwood 76' |

### Semifinals
Les semifinals es van jugar durant dos dies el setembre de 1988. L'Arsenal es va enfrontar al Liverpool al seu camp, Highbury. Les lesions de vuit jugadors del primer equip, sobretot el porter Bruce Grobbelaar, el defensa Alan Hansen i l'extrem John Barnes van fer que els visitants s'enfrontessin a un equip desconegut, que va requerir la participació de Dalglish cap al final de l'eliminatòria. L'Arsenal es va avançar just després de la mitja hora quan Alan Smith va llançar un córner i Perry Groves va ser a l'espai per superar Mike Hooper. El Liverpool va empatar a la segona meitat per mitjà de Steve Staunton, però la volea de Brian Marwood va restaurar l'avantatge de l'Arsenal i va aconseguir un lloc a la final.
La segona semifinal, entre el Manchester United i el Newcastle United a Old Trafford, es va decidir en la pròrroga. Una audiència de poc menys de 15.000 persones, "una de les multituds més petites que s'han reunit a Old Trafford per a un partit sènior en molts anys" - va veure dues meitats de futbol d'atac insípid però fort en defensa. El Newcastle va estar a prop de marcar el gol guanyador dos minuts abans que s'acabés el temps reglamentari, però el substitut Mirandinha va fallar. El defensa Steve Bruce va anotar als 44 segons de la pròrroga, i deu minuts més tard McClair va marcar i donar la victòria al United per 2-0.
| Arsenal                  | 2–1    | Liverpool    |
| ------------------------ | ------ | ------------ |
| Groves 33' · Marwood 82' | [ 17 ] | Staunton 80' |

| Manchester United        | 2–0 (Pròrroga) | Newcastle United |
| ------------------------ | -------------- | ---------------- |
| Bruce 91' · McClair 101' | [ 14 ]         |                  |

### Final
El torneig va arribar al seu punt culminant el 9 d'octubre de 1988, quan l'Arsenal va competir contra el Manchester United. El partit es va celebrar al Villa Park, considerat el bressol de la Lliga de Futbol. Abans del partit, el capità del United, Bryan Robson, va dir a un periodista que "no hi havia tanta pressió" sobre els seus companys per guanyar la competició, però va assenyalar l'incentiu de vèncer l'Arsenal, ja que els guanyadors rebrien 50.000 £. A la primera part, jugada sota la pluja, l'Arsenal va marcar dues vegades en quatre minuts per prendre una avantatge important abans del descans. Paul Davis va trencar el punt mort, abans de convertir-se en assistent i posar Michael Thomas a punt per marcar el segon. Un cop va parar la pluja i el United va introduir Strachan al camp, ambdós equips van jugar a un ritme frenètic. El United va acabar la part amb força, i va marcar quan faltaven sis minuts del temps reglamentari per mitjà de Clayton Blackmore. Strachan gairebé va empatar, però la intervenció de Lee Dixon a la línia de gol ho va evitar.
El periodista Ian Ridley va elogiar la naturalesa de joc de camp a camp de la final i va considerar que mostrava el millor del futbol anglès, escrivint a The Guardian : "Va il·lustrar perfectament el desenvolupament important del joc modern; la rapidesa que exigeixen els seguidors anglesos i que emociona els espectadors estrangers". En el seu reportatge del partit, Steve Curry del Daily Express va resumir: "Les celebracions del centenari de la Lliga han estat, en general, un desastre, però aquest emocionant final almenys va deixar un record que val la pena".
| Arsenal                | 2–1    | Manchester United |
| ---------------------- | ------ | ----------------- |
| Davis 36' · Thomas 40' | [ 20 ] | Blackmore 84'     |

## Golejadors

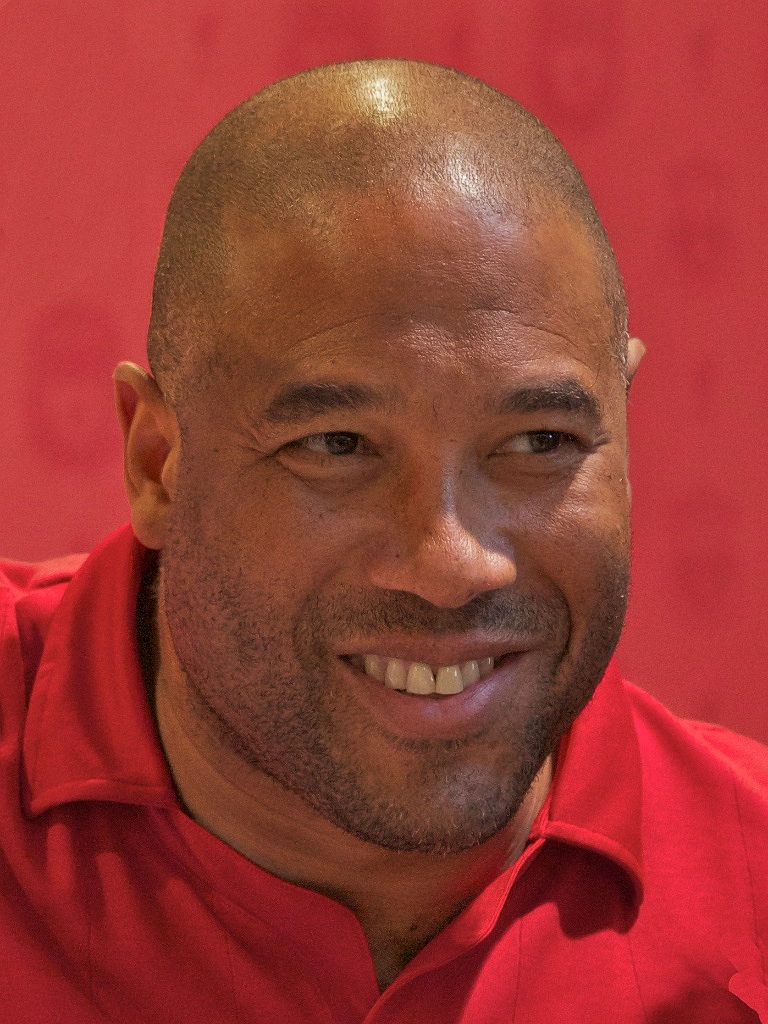
John Barnes (foto del 2012), va marcar el seu únic gol del torneig amb el Liverpool contra el Nottingham Forest.

| Rank | Name              | Team              | Goals |
| ---- | ----------------- | ----------------- | ----- |
| 1    | Brian Marwood     | Arsenal           | 2     |
| 2    | Tony Adams        | Arsenal           | 1     |
| 2    | John Barnes       | Liverpool         | 1     |
| 2    | Clayton Blackmore | Manchester United | 1     |
| 2    | Steve Bruce       | Manchester United | 1     |
| 2    | Paul Davis        | Arsenal           | 1     |
| 2    | Perry Groves      | Arsenal           | 1     |
| 2    | Ray Houghton      | Liverpool         | 1     |
| 2    | Brian McClair     | Manchester United | 1     |
| 2    | Jan Mølby         | Liverpool         | 1     |
| 2    | Michael O'Neill   | Newcastle United  | 1     |
| 2    | Gordon Strachan   | Manchester United | 1     |
| 2    | Michael Thomas    | Arsenal           | 1     |
| 2    | Barry Venison     | Liverpool         | 1     |
| 2    | Neil Webb         | Nottingham Forest | 1     |